# Kashrut

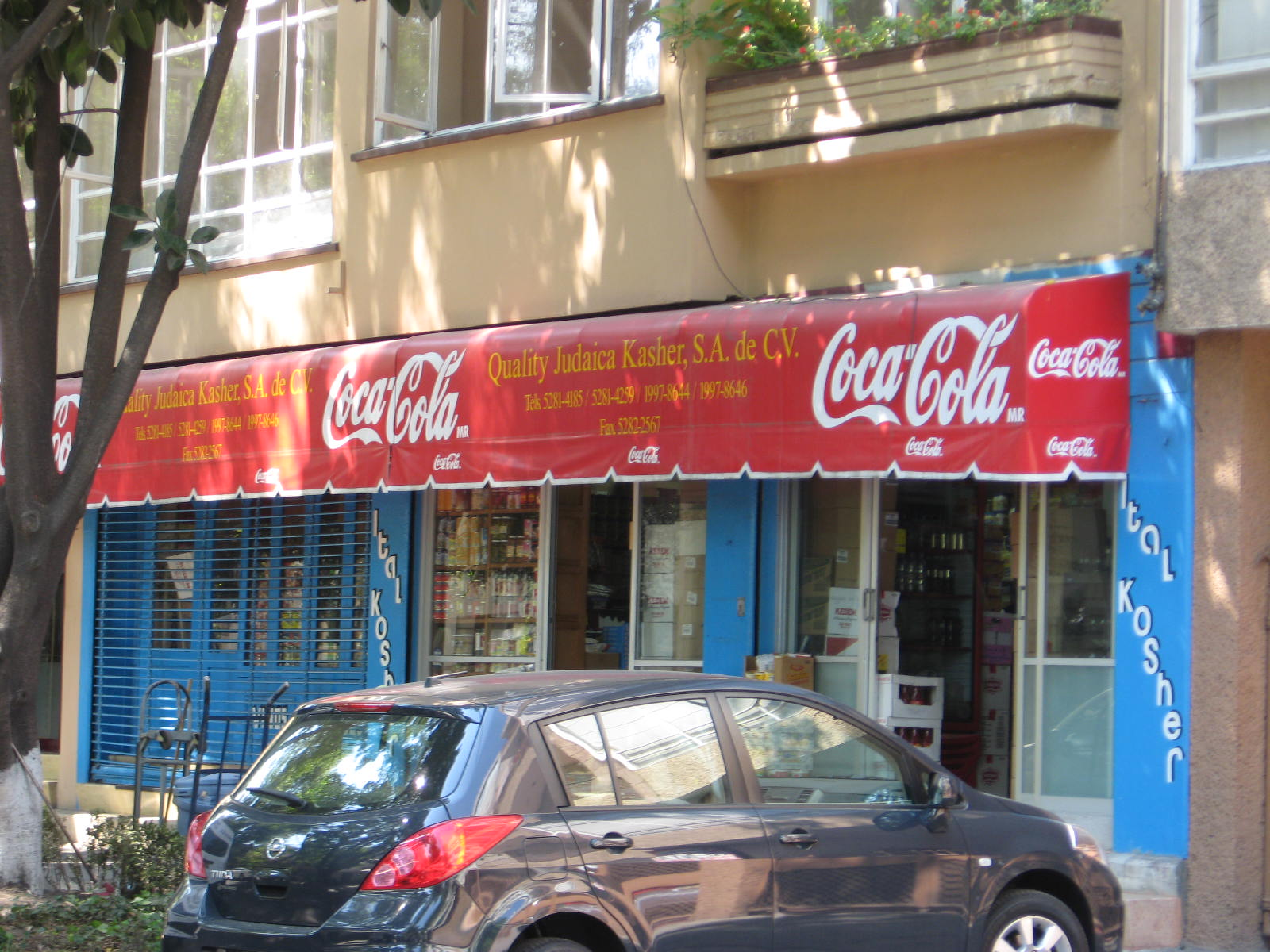
Tienda de productos kosher, en la Ciudad de México.

La kashrut (del hebreo כַּשְׁרוּת, que designa lo que es "correcto" o "apropiado" para ser consumido; lo que cumple con los preceptos del kashrut es kasher, כָּשֵׁר, conocido también por su pronunciación en yídish, kósher) es la parte de los preceptos de la religión judía que trata de lo que los practicantes pueden y no pueden ingerir, basado en los preceptos bíblicos del Levítico (uno de los libros bíblicos del Antiguo Testamento y del Tanaj). Tales reglas, interpretadas y expandidas a lo largo de los siglos, determinan con precisión qué alimentos se consideran puros, es decir, cuáles cumplen con los preceptos de la religión y cuáles no son kasher (estos últimos se llaman, en hebreo: טְרֵפָה, (trefá).
Usualmente se asocia la idea de kashrut con dos de las costumbres alimenticias de los judíos: la que establece que los cárnicos no deben ser consumidos al mismo tiempo que los lácteos; y la que prohíbe a los judíos comer carne porcina en cualquiera de sus formas (Levítico). Esta idea de lo que es kasher es solo parcialmente correcta, pues el concepto en realidad es mucho más vasto y se extiende a prácticamente todos los alimentos y, ciertamente, a los mencionados anteriormente.
La etiqueta kasher (aunque es más frecuente la palabra kosher) que reciben ciertos productos alimenticios indica que dichos productos respetan los preceptos de la religión judía, y que por tanto se consideran puros y aptos para ser ingeridos por los practicantes de dicha religión.

## Alimentos explícitamente prohibidos

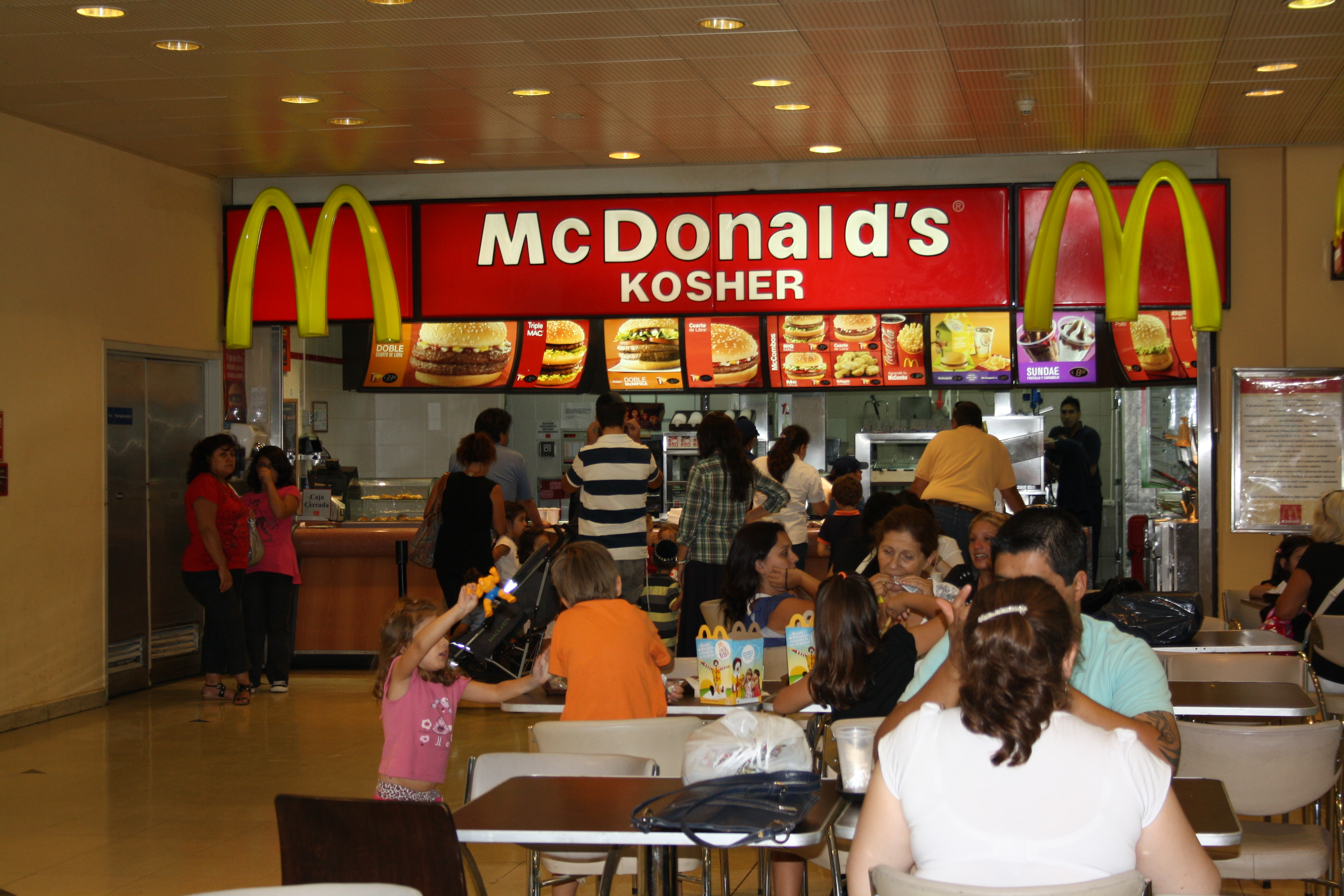
Mc Donald's Kosher en Buenos Aires (Argentina).

La Torá permite el consumo de los animales terrestres que tienen pezuñas hendidas y rumian (estas dos características deben darse al mismo tiempo). El cerdo, la liebre, el tejón, el camello y varios animales más no cumplen ese requisito; por lo tanto, las reglas del kashrut establecen que no se deben consumir las carnes de estos animales.
De los animales acuáticos, está permitido el consumo de los que tienen aletas y escamas (estas dos características deben darse al mismo tiempo). Por lo tanto el consumo de las langostas, gambas, camarones, ostras, cangrejos, tiburón y bagre está prohibido.
En las aves, la distinción es menos clara: la Torá provee una lista explícita de aves impuras, sin explicar por qué lo son. Aunque la mayoría son aves de rapiña o carroñeras, de modo que las interpretaciones rabínicas suelen colocar todas las aves de presa y de carroña entre las "no kasher". Debido a que la definición del kashrut es menos clara con las aves, se ha generado una larga polémica entre los estudiosos del judaísmo respecto a si las aves provenientes del Nuevo Mundo (p. ej. el pavo) eran kasher o no, pues éstas no son mencionadas en la Torá. En el caso del pavo, la mayoría de las opiniones se decantan por considerarla como kasher, pero aun así existen opiniones encontradas en algunas corrientes.
Entre los insectos alados, unos pocos están permitidos como el saltamontes, mientras que todo el resto de los insectos voladores están prohibidos. Asimismo están prohibidos los roedores, reptiles, anfibios e insectos rastreros.
Hay que notar que la prohibición se extiende a todos los productos derivados de los animales mencionados anteriormente, tales como las vísceras, leche, huevos, etc. Una notable excepción es la miel de abejas, que es considerada ampliamente como kasher, mientras que las abejas en sí no lo son. Una explicación común de esto es que la miel es un producto de las flores, aunque las abejas lo almacenen en sus cuerpos y luego en sus panales. También debe considerarse que la miel es explícitamente mencionada varias veces en la Torá como un producto noble, formando parte incluso del nombre poético dado varias veces a Israel: "tierra que mana leche y miel". Cabe notar que existen opiniones afirmando que la miel referida en dicha frase es la miel de higos o dátiles, y no la miel de abeja.[cita requerida]

## Shejitá

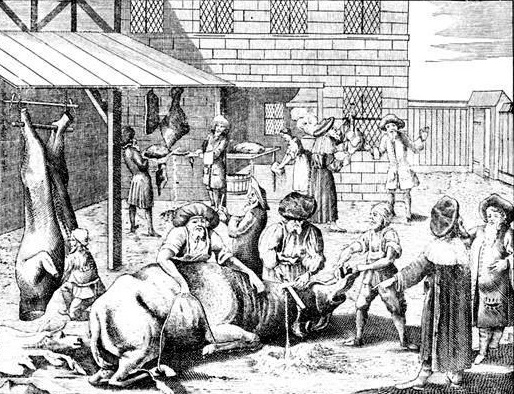
Anónimo europeo, Shejitá, grabado, cultura asquenazí, siglo XVII. Matarifes abaten al bovino instantáneamente y sin crueldad, siguiendo las prescripciones de la kashrut.

Las reglas del kashrut establecen también que los animales permitidos deben ser sacrificados de cierta manera para ser consumibles. Los animales que han muerto por causas naturales, con enfermedades o defectos en sus órganos internos, están prohibidos.
La matanza ritual o shejitá es efectuada por el shojet y consiste en perforar la garganta del animal hasta llegar a la vena central, de esta manera el animal no se asfixia y sigue respirando mientras desprende toda la sangre, el cuchillo debe estar perfectamente afilado y sin defectos. No es raro que el shojet y el rabino sean la misma persona.
El propósito de este corte es que el animal sufra lo menos posible.

### Desangramiento
La Torá prohíbe explícitamente el consumo de sangre, de modo que los animales y sus carnes deben ser desangrados totalmente antes de ser consumidos, salándolos. Los peces están exentos de esta regla.
La prohibición se extiende a otros alimentos: una mancha de sangre en un huevo lo convierte en no kasher o taref.

### Grasas y órganos prohibidos
Ciertas partes de los animales considerados como kasher están prohibidos, en particular, las grasas que se encuentran alrededor de los órganos vitales y del hígado, así como el nervio ciático. En algunas comunidades judías solamente se consumen los cuartos delanteros de los animales para evitar que se trate de carne o grasas que no son kosher.

## Símbolos de identificación para el consumidor

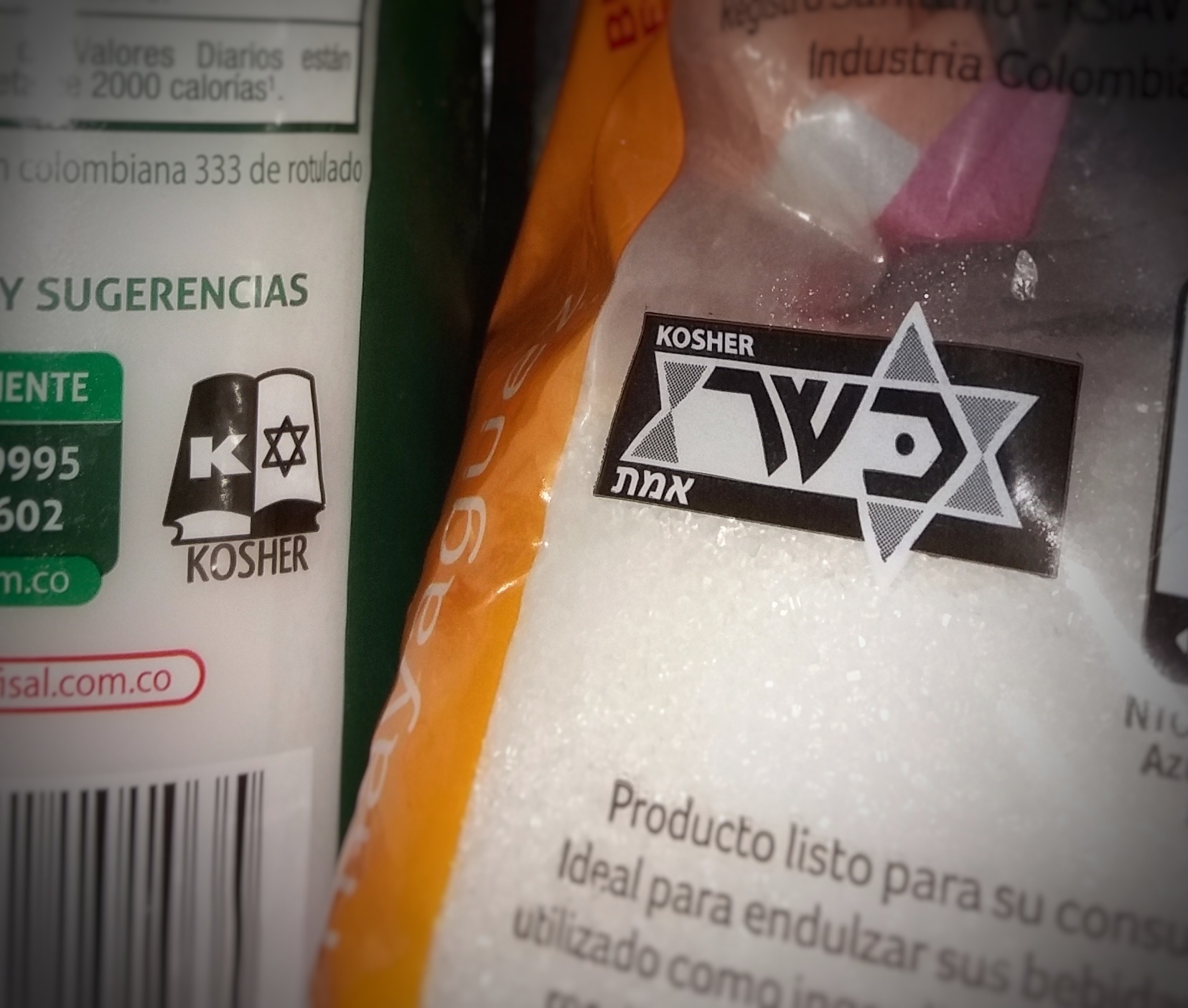
Tipografías Kosher usadas en empaques de sal y azúcar en Colombia.

Los productos alimenticios que se comercian y que se hallan sujetos a inspección rabínica se identifican por símbolos de acuerdo a la institución que realiza la inspección. Se denominan Hejsher. Por ejemplo:

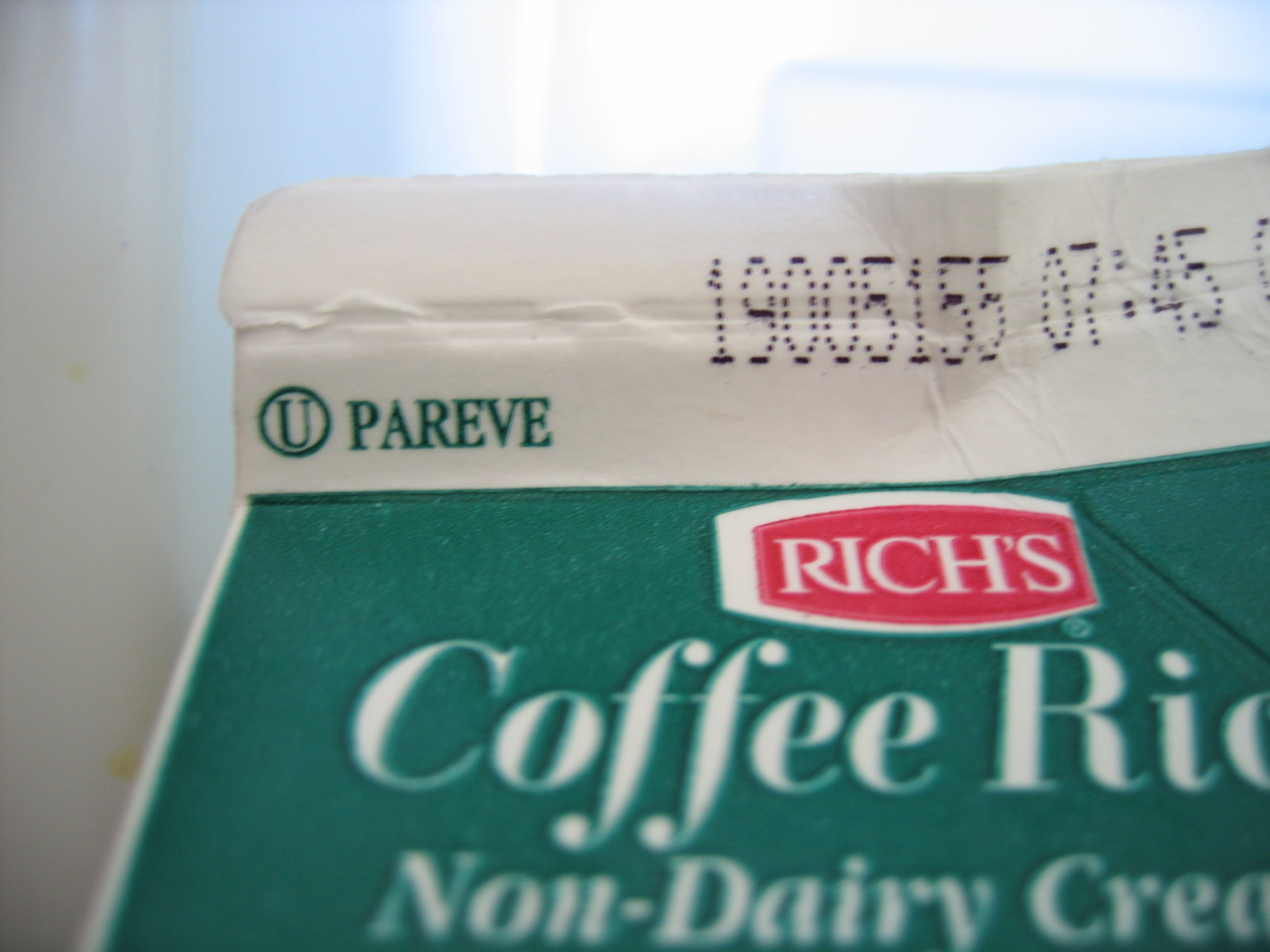
Envase de crema con uno de los símbolos más aceptados para certificar alimentos producidos con altos estándares de calidad: la U dentro de un círculo.

- Una letra U encerrada en un círculo. Responde a la Unión Ortodoxa, es uno de los más aceptados en el mundo.
- Diversos diseños con la letra K (de kosher) rodeada de otras letras, gráficos o símbolos.
- La P encerrada en círculo, corresponde a comida kosher apta para la cena de Pascua.

## Separación de cárnicos y lácteos
La Torá expresa explícitamente y en tres ocasiones que "un cabrito no debe ser cocido en la leche de su madre" (Éxodo 23:19; Éxodo 34:26; Deuteronomio 14:21). Esta afirmación se extiende a la idea que los lácteos y los cárnicos provenientes de mamíferos no deben ser consumidos juntos, aunque las fuentes rabínicas han extendido la prohibición también hacia los lácteos y las aves. Está permitido consumir pescado y lácteos, o huevos y lácteos al mismo tiempo.
La razón por la que está escrito en tres ocasiones, la Halajá indica que es por tres prohibiciones distintas: comer, cocinar y tener provecho (como comerciar o alimentar a un animal propio). 
Los alimentos se clasifican en: lácteos, cárnicos y neutros ("parve"). Las aves se clasifican como cárnicos pese a no cumplir la norma de ser carne de animal rumiante de pezuña hendida. Los peces se clasifican como neutros. Los alimentos neutros pueden ser consumidos tanto con lácteos como con cárnicos. Aunque con respecto a los pescados hay quienes no los comen juntamente con carnes (de animales o de aves) y acostumbran a lavar los utensilios con los que se ha comido pescado antes de utilizarlos para comer carnes.
La separación se aplica también para los utensilios utilizados para prepararlos. Se asume que la cocina perteneciente a una familia judía practicante tiene un juego de sartenes, cucharas, platos y hasta fregadero dedicados a los platos hechos a base de lácteos, y otra completa para los cárnicos y aves.
La separación entre el consumo de unos y otros varía en función de la corriente del judaísmo a la que el comensal pertenezca, y de cuál se consuma primero. Si se consumen carnes primero, se prohíbe el consumo de lácteos durante varias horas, pues se considera por tradición que las carnes suelen dejar residuos en los dientes.
Si se consume lácteos primero, para consumir carnes basta limpiarse la boca, y consumir algún alimento sólido como el pan según algunas corrientes, en otras es necesario dejar pasar un pequeño período. Salvo en el caso de que el lácteo sea del tipo untuoso y deje residuos en los dientes.
Como con el resto de los alimentos, una cantidad ínfima de lácteo convierte a un plato en completamente lácteo según las reglas del kashrut, igualmente con los cárnicos.

## Utensilios
Los utensilios de cocina son también considerados dentro de las reglas del kashrut. Como se mencionó anteriormente, el contacto de cierta clase de alimento (ya sea lácteo o cárnico) con los platos, cucharas, vasos, sartenes, etc., los convierte en exclusivos para la clase de alimento que los toque. Cualquier utensilio (por ejemplo, para carnes) que llegue a entrar en contacto con la otra clase (los lácteos), se convierte en no kasher e inapto para servir a la cocina.
Los observantes de la norma kasher deben tener mucho cuidado para evitar que ambas clases de utensilios se estropeen mutuamente, incluso en el instante de lavarlos.

## Productos de la vid
El proceso de elaboración del vino debe ser llevado a cabo en su totalidad por judíos, en este proceso las uvas no son pisadas al considerarse impuros los pies; esta prohibición se remonta a la época en la cual el vino era utilizado en el culto a los ídolos. Un vino que había sido usado en libación era llamado "Iain Nesej", por lo cual comienza a regir la prohibición de que cualquier idólatra (incluso si era judío) que tocara el vino ya lo impurificaba para su consumo, porque podría haber planeado utilizarlo como idolatría y eso ya era suficiente para inutilizarlo para su consumo. Hoy en día, a pesar de que no es tan común la idolatría, la prohibición sigue en pie, por ello existe el "Iain Mevushal", vino hervido o pasteurizado, que no se impurifica al tacto de un idólatra, y que es el que comúnmente se emplea en los ritos judíos. Por ello todos los productos derivados de la uva requieren certificación rabínica.

## El uso de la sal
La carne para ser considerada kasher no debe contener sangre, por lo cual pasa por un proceso de salado, bendecido y lavado para ser apta para el uso. Hoy en día la carne kasher se vende mayormente con el proceso de salado bendecido hecho.

## Lista de animales considerados impuros
Esta es la lista de animales que son considerados impuros.
- águila
- buitre
- caballo
- camaleón
- camélidos (camello y llama)
- caracol
- cerdo
- cigüeña
- cisne
- comadreja
- cormorán
- cuculidae
- gaviota
- hurón
- leporidae (liebre y conejo)
- mochuelo
- murciélago
- pelícano
- quebrantahuesos
- ratón
- reptiles
- topo

### Otros animales impuros
- abulón
- almeja
- ardilla
- asno
- ballena
- caballito de mar
- calamar
- camarón
- cangrejo
- canguro
- cebra
- cobaya
- cocodrilo
- cuervo
- delfín
- elefante
- erizo
- estrella de mar
- gato
- foca
- guepardo
- gusano
- hormiga
- hipopótamo
- langosta (el crustáceo es impuro, el insecto no)
- lince
- león
- lobo
- loro
- mantarraya
- medusa
- mono
- ornitorrinco
- oso
- pantera
- perro
- pingüino
- rana
- rata
- rinoceronte
- sapo
- serpiente
- equidna
- tiburón
- tigre
- tortuga
- wombat
- zorro

## Arqueología y evidencia histórica
Arqueólogos han afirmado que el consumo de pescados sin escamas era bastante común durante la edad de hierro en Jerusalén. Otros han interpretado resultados más mixtos.  En cuanto a la carne de cerdo, parece haber sido de mucho menor el consumo desde siempre en los israelitas que sus vecinos como los filisteos. Sin embargo, este bajo consumo de carne de cerdo parece haberse extendido no solo en Israel. Por restos de mariscos no se puede saber con exactitud qué tanto era su consumo, ya que algunos moluscos se usaban con fines ornamentales o para extraer tintes para textiles, y, por tanto, no son un buen indicador de los hábitos alimentarios. 
En unos papiros hallados en Elefantina, Egipto, de una comunidad sincrética judía antigua del siglo VI a. C., estos judíos parecían conservar algunas tradiciones como la Pascua o la fiesta de panes sin levadura; no obstante, no hacían uso de la Torá. 
Los eruditos se ponen de acuerdo casi universalmente en que al menos durante periodos helenísticos y romanos hay una influencia de parte de estas leyes, por mucha evidencia externa como los rollos de Qumrad, algunos de ellos datados del siglo III a. C. y por la evidencia externa de comunidades judías como los esenios o los fariseos.